# Dialină
Dialina (1,2-dihidronaftalină) este o hidrocarbură cu formula C10H10. Este similară naftalinei, doar că dialina are un nucleu parțial saturat.